# 鄭師灼
鄭師灼（?—?），江蘇省江寧府江寧縣人，清朝政治人物、同進士出身。
光緒二十四年（1898年），参加光緒戊戌科殿試，登進士三甲29名。同年五月，授内阁中书。